# Matej Radunič
Matej Radunić (nacido el 5 de febrero de 1996 en Pula, Croacia) es un jugador de profesionale baloncesto croata. Mide 2.12 metros de altura y juega en la posición de pívot.

## Trayectoria deportiva
Radunič es un jugador formado en el KK Skrljevo de su ciudad natal, con el que debutó en la temporada 2015-16 en la A1 Liga. En sus primeras tres temporadas como profesional las jugaría en el mismo equipo.
En la temporada 2020-21, firma por el BC Fortitudo Roma de la Serie A2 italiana.
En 2021, firma por el MBC Mykolaiv de la Superliga de Baloncesto de Ucrania, donde no pudo finalizar la temporada debido a la detención de la temporada a causa de la guerra.
En la temporada 2022-23, firma por el Keila KK de la Latvian-Estonian Basketball League.
El 23 de agosto de 2023, firma por el Grupo Alega Cantabria de la Liga LEB Oro.
El 15 de enero de 2024, el Grupo Alega Cantabria llega a un acuerdo para la desvinculación con el jugador.

### Selección nacional
Matej fue internacional con la selección Croata Sub-20 con el que disputó el Campeonato de Europa de 2015.